# Cephalanthera mayeri
Cephalanthera mayeri är en orkidéart som först beskrevs av Ernest Mayer och Zimmerm., och fick sitt nu gällande namn av Aimée Antoinette Camus. Cephalanthera mayeri ingår i släktet skogsliljor, och familjen orkidéer. Inga underarter finns listade i Catalogue of Life.